# Spiel im Morgengrauen (2001)
Spiel im Morgengrauen ist ein österreichischer Fernsehfilm aus dem Jahr 2001. Regie führte Götz Spielmann, der auch das Drehbuch nach der gleichnamigen Novelle von Arthur Schnitzler verfasste.

## Handlung
Die Filmgeschichte spielt in Österreich in den letzten Jahren der Monarchie, in einer Zeit kurz vor dem Ausbruch des Ersten Weltkriegs. Viele lange Jahre des Friedens liegen hinter der blühenden Monarchie. Doch in der Gesellschaft und der Politik wachsen die Spannungen und die Zeichen, dass der Friede trügerisch ist, häufen sich. Die Zeichen, die niemand sehen will, stehen auf Krieg. Der junge Leutnant der Infanterie, Wilhelm Kasda (Fritz Karl), lebt das Leben eines jungen Offiziers seiner Zeit. Zu diesem Leben gehören kleine, oft nur belanglose Affären wie solche mit Steffi (Birgit Minichmayr), einer einfachen jungen Frau, dazu. Nach einer Nacht mit ihr im Hotel, hat er nicht mehr vor, sie je wiederzusehen. Er legt ihr einen Geldschein auf den Nachttisch und verschwindet.
Doch nur einige Jahre später steht er vor dem finanziellen Ruin. Er verspielt bei einem Kartenspiel sein gesamtes Vermögen, das er nicht hat, um seinen ehemaligen Regimentskameraden Oberleutnant Otto von Bogner zu helfen. Dieser musste vor Jahren wegen Spielschulden seinen Abschied vom Militär nehmen. Er ist nun verheiratet und arbeitet als Kassier in einem Büro und hat Geld veruntreut. Vor einer bevorstehenden Geschäftsinventur benötigt er dringend 1000 Kronen. Nun ist sein Freund Wilhelm seine letzte Hoffnung. Doch dieser besitzt selbst wenig, seit ihn sein Onkel Robert (Peter Matic) finanziell nicht mehr unterstützt.
Leutnant Kasda fährt wie jeden Sonntag nach Reichenau, um dort den Tag in besserer Gesellschaft zu verbringen. In einem Kaffeehaus setzt er sich an den Spieltisch und gewinnt anfangs ganz ansehnlich, danach besucht er eine Industriellenfamilie. Nach einem angenehmen Nachmittag im Hause der Familie Kessner verlässt er diese und geht wieder zurück in das Kaffeehaus zum Spiel. Er beginnt nun nach und nach im Kartenspiel zu verlieren und verspielt nicht nur sein zuvor gewonnenes Vermögen, sondern verschuldet sich auch bei seinem Gegenspieler Konsul Schnabel (Karlheinz Hackl). Als der Morgen dämmert, hat er sich mit einem Betrag von 11.000 Kronen verschuldet. Sein Gläubiger aber besteht auf Bezahlung innerhalb von 24 Stunden. Nach dem Ehrenkodex jener Zeit hört damit das Spiel auf, ein bloßes Laster zu sein – es wird zum Betrug. Seine einzige Hoffnung ist jetzt sein vermögender Onkel Robert und dessen Frau Steffi, seine einstige Liebschaft. Doch Steffi, eine mittlerweile reiche Frau, dreht nun, da Leutnant Wilhelm Kasda in Spielschulden erstickt, den Spieß um. Sie verabredet sich nach langem Zögern mit Kasda zum Abendessen, bei dem sie ihm Bescheid geben will, ob sie ihm ein Darlehen von 11.000 Kronen gewähren kann. Am Abend kommt sie in die Stube des Leutnants, sie lässt sich bewirten und verführen, spricht aber keine Silbe von dem Geld. Kasda aber wagt es nicht sie zu fragen, glaubt aber durch ihr Verhalten auf einen glücklichen Ausgang. Sie wurde vom Schicksal bevorzugt und bestimmt nun selbst das Spiel.
Im Morgengrauen erwacht Kasda und sieht, wie Steffi gerade gehen will. Als er nach dem Geld fragen will, hinterlässt sie ihm 1000 Kronen, als Bezahlung für die gemeinsame verbrachte Nacht. Es wird ihm bewusst, dass dies die Rache für die Nacht drei Jahre zuvor ist. Er erkennt, dass er bereit gewesen war, sich zu verkaufen. Kasda lässt durch seinen Burschen (Florian Teichmeister) dem Herrn von Bogner den 1000-Kronen-Schein zustellen, lobt ihn für seine geleisteten Dienste und befiehlt ihm, ihn nicht zu stören. 
Wenig später kommen der Regimentsarzt und Von Bogner in die Stube und fordern Kasdas Burschen auf die Tür zur Stube zu öffnen. Als Kasda nach mehrmaligem Nachfragen die Tür seiner Stube nicht öffnet, brechen sie die Tür auf und sehen ihn tot auf einem Sofa liegen. Er hat sich mit seiner Dienstwaffe aus Verzweiflung durch einen Kopfschuss das Leben genommen. Im selben Augenblick kommt sein Onkel Robert mit dem benötigten Geld, doch er ist zu spät. Im Nachspann kommt die Meldung über den Ausbruch des Ersten Weltkrieges.